# ألميندوبيل
ألميندوبيل (بالإنجليزية: Allmendhubel)‏ هو أحد جبال سلسلة جبال الألب البرنية وجزء من القمة الأم يقع في كانتون برن، سويسرا. يبلغ ارتفاع الجبل حوالي 1932 متر، بينما يبلغ ارتفاع نتوء الجبل 33 متر.